# Musculus dilatator pupillae
De musculus dilatator pupillae of pupilverwijder is een spier in de iris (het regenboogvlies) van het oog en bestaat uit radiaal verlopende spiervezels vanaf de pupil. De spier is verantwoordelijk voor dilatatie van de pupil. 
Bij mydriase, een abnormaal wijde pupil als gevolg van verlamming van de parasympathisch geïnnerveerde musculus sphincter pupillae, wordt de wijdte van de pupil veroorzaakt door de activiteit van de musculus dilatator pupillae.
De spier wordt orthosympathisch via het ganglion cervicale superius geïnnerveerd, zodra de α-1-adrenerge receptoragonisten in de spier worden geactiveerd. Activering leidt tot contractie van de spier en daarmee tot mydriase, blokkade van de receptoren leidt tot pupilvernauwing (miose). De sympathicuszenuw bereikt het oog via de oogtak van de vijfde hersenzenuw.

## Naamgeving
Het woord dilatator in musculus dilatator pupillae is afgeleid van het werkwoord dilatare, verwijden. Eerder in de officiële Latijnse nomenclatuur (Nomina Anatomica) heette deze spier de musculus dilator pupillae. Het woord dilator betekent echter uitsteller, in plaats van verwijder. De meest recente uitgave van de Nomina Anatomica, de Terminologia Anatomica uit 1998 bevat het juiste musculus dilatator pupillae. Deze uitgave bevat naast de officiële Latijnse nomenclatuur ook een lijst met equivalente begrippen gebruikelijk in de Engelse taal. Deze lijst geeft de in het Engels gebruikelijke Latijnse vorm dilator pupillae (zonder musculus). Deze vorm met dilator lijdt aan dezelfde betekenisverwarring.